# Ravine Pataukati
Die Ravine Pataukati ist ein kurzer Quellbach des Isulukati River im Osten von Dominica im Parish Saint David.

## Geographie
Die Ravine Pataukati ist der südliche Quellbach des Isulukati River. Sie entspringt am Osthang des Fond Corde und stürzt in kurzen, steilem Lauf nach Osten, wo sie nach wenigen hundert Metern bei Sapit mit der Kululuti Ravine zusammenfließt und den Isulukati River bildet.
Die Quellen entstehen aus demselben Grundwasserleiter wie die westlich benachbarte Ravine Chewai Blanc.